# Oranjebond van Orde

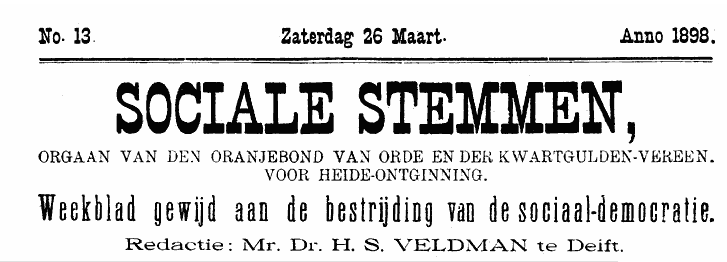
De kop van Sociale Stemmen het orgaan van de Oranjebond van Orde en de Kwartguldenvereniging voor heideontginning

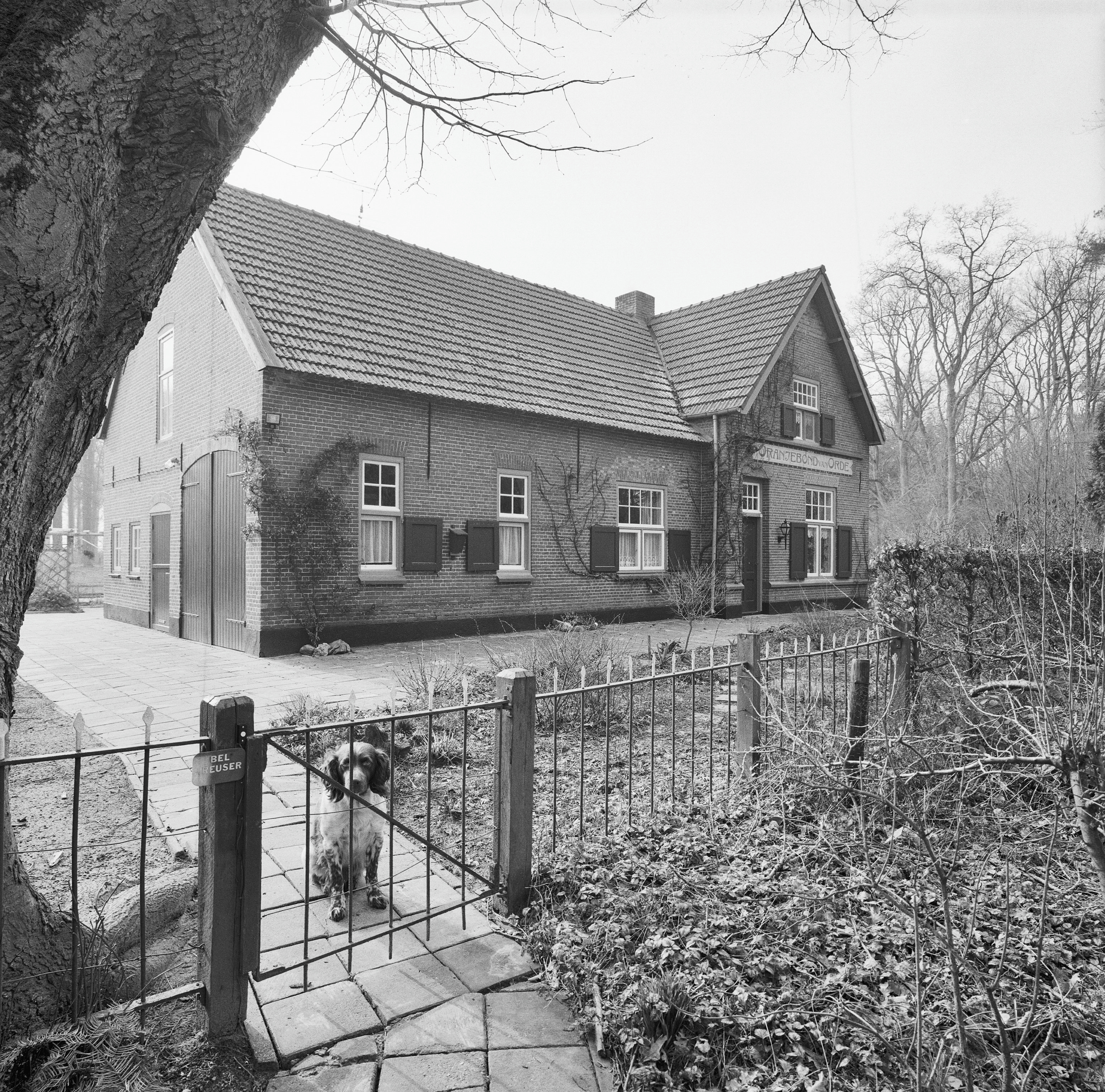
Boerderij Oranjebond van Orde in Hilvarenbeek

De Oranjebond van Orde was een Nederlandse anti-socialistische organisatie met als doel armoedebestrijding.
De Oranjebond van Orde werd in 1893 te Utrecht opgericht door onder anderen jhr. Johan Hora Siccama van de Harkstede. De bond wilde een dam opwerpen tegen de opkomende sociaaldemocratie door maatschappelijke wanorde te bestrijden en trouw te zijn aan het Oranjehuis. De oprichting van de bond was een direct gevolg van de sociale onrust in die periode (onder meer in de Gronings-Drentse veenkoloniën). Net als de Maatschappij van Weldadigheid trachtte de bond armoede te bestrijden door verpauperde fabrieksarbeiders uit de steden te laten werken in de ontginningsgebieden van Nederland. De bond wist gebieden in diverse delen van het land in eigendom te verwerven, onder meer in Drenthe (bij Uffelte, Assen en het Drouwenerzand), in Overijssel (bij de Lemelerberg, waar het Park 1813 werd aangelegd), in Gelderland (het Ugchelerbos en de Ericastichting, beide bij Apeldoorn) en in Noord-Brabant (in de Rovertsche Heide bij Hilvarenbeek).
De bond gaf, samen met een verwante organisatie de Kwartguldenvereniging voor heideontginning, een weekblad Sociale Stemmen uit, dat specifiek gericht was op de bestrijding van de sociaaldemocratie (zie afbeelding). Ina Boudier-Bakker beschrijft hoe verhit de strijd kon zijn tussen de colporteurs van de verschillende bladen, waaronder die van de Oranjebond van Orde.
In Assen bouwde de bond op de ontgonnen grond tien arbeiderswoningen. Deze woningen waren bedoeld om het eigen woningbezit onder arbeiders te bevorderen. De woningen hebben het veld moeten ruimen, maar deze straat in Assen heet nog steeds de Oranjebond.
In 1893 nam de toenmalige koningin-regentes Emma, als blijk van haar steun voor het werk van de bond, drie aandelen van duizend gulden voor de bouw van goede arbeiderswoningen op de heidegrond, die de bewoners in eigendom konden verkrijgen.
In de stad Utrecht richtte de plaatselijke afdeling van de bond in 1903 de Vereeniging voor Volksbaden op, die vervolgens daar tussen 1904 en 1947 diverse badhuizen stichtte en exploiteerde waaronder Badhuis Kanaalstraat.
In december 1911 richtte de bond ten behoeve het realiseren van zijn projecten de Oranjebank op. De bank kreeg als doelstelling het financieren van ondernemingen in het kader van volkswelvaart, het realiseren van nieuwe spaar- en volksleenbanken en stimuleren van eigen woningbezit. In 1922 kwam de bank in problemen door frauduleuze handelingen van de waarnemend directeur, J. de Visser. De bank werd daarop geliquideerd.
De bond werkte in de loop van haar bestaan steeds nauwer samen met de Nederlandse Heidemaatschappij, die vanaf 1918 de administratie voerde en in 1923, bij de opheffing van de bond, de bezittingen overnam. De algemene vergadering van de Heidemaatschappij ging op 14 september 1923 akkoord met het voorstel tot overname.